# Cécile Odin
Cécile Odin, née le 4 octobre 1965 à Beauvais, est une ancienne coureuse cycliste et duathlète française, championne de France de duathlon en 1995.

## Biographie
Membre de l'équipe de France, elle participe deux fois aux Jeux olympiques. Elle est également championne du monde du contre-la-montre par équipes en 1991.
Elle est manager du team Elles VTT de 2021 à 2023 puis du team DN1 XC63 Volcanic VTT depuis 2024.

## Palmarès sur route

### Par années
- 1985
  - 9e étape du Tour du Texas
  - 2e étape de Paris-Bourges
  - 3e du Tour du Texas
  - 3e de Paris-Bourges
  - 3e du Tour de France féminin
- 1986
  - 2e du Tour de la Drôme
- 1987
  - Tour du Finistère :
    - Classement général
    - 2e étape

  - 9e étape du Tour de Colombie
  - 5e étape du Tour de la Drôme
  - 2e du Chrono des Herbiers
  - 2e du GP de France
  - 2e du Tour de la Drôme
  - 3e du Tour de Colombie
  - 10e du Tour de France
- 1988
  - 2e et 5e étapes du Tour du Texas
  - 7e étape du Tour de Colombie
  - 7e étape du Tour de France
  - 2e du Tour de Colombie
  - 2e du Tour du Finistère
  - 2e du Grand Prix des Nations
  - 2e du Chrono des Herbiers
  - 3e de l'Étoile vosgienne
  - 3e du Tour de la Drôme
  - 6e du Tour de France
  - 10e du Tour de l'Aude
- 1989
  - Tour de l'Aude
  - 2e étape du Tour de la Drôme
  - 2e du Tour de la Drôme
  -  Médaillée de bronze du championnat du monde du contre-la-montre par équipes (avec Valérie Simonnet, Nathalie Cantet et Catherine Marsal)
  - 5e du Tour de France
- 1990
  - Circuit du Morbihan
  - 2e étape du Tour de la Drôme
  - Tour du Territoire de Belfort :
    - Classement général
    - 2e et 3e étapes

  - 2e étape du Tour d'Italie
  - Circuit des vignes :
    - Classement général
    - 1re étape

  - 3e étape du Tour du Canton de Perreux
  - GP de France
  - 3e du GP Les Forges
  - 3e du Tour du Canton de Perreux
- 1991
  -  Championne du monde du contre-la-montre par équipes (avec Marion Clignet, Nathalie Gendron et Catherine Marsal)
- 1992
  - 2e et 9e étapes du Tour cycliste féminin
  -  Médaillée d'argent du championnat du monde du contre-la-montre par équipes (avec Corinne Le Gal, Jeannie Longo et Catherine Marsal)
  - 3e du Chrono champenois
- 1994
  - 6e étape du Tour Cycliste Feminin
  - 2e du Tour de Vendée 
  - 3e du Tour Cycliste Feminin
- 1995
  - 3e du championnat de France du contre-la-montre
- 1996
  - GP de la Mutualite de la Haute-Garonne :
    - Classement général
    - 1re étape

  - 3e du Tour d'Aquitaine

### Résultats sur les grands tours

#### Tour de France
- 1985 : 3e
- 1986 : 14e
- 1987 : 10e
- 1988 : 6e, vainqueure d'une étape
- 1989 : 5e

#### Tour cycliste féminin
- 1992 : 18e, vainqueure de deux étapes
- 1993 : 28e
- 1994 : 3e, vainqueure d'une étape

#### Tour de l'Aude
- 1987 : 16e
- 1988 : 10e
- 1989 :  vainqueure du classement général
- 1991 : 13e
- 1992 : 24e
- 1996 : 41e

#### Tour d'Italie
- 1989 : 8e
- 1990 : 4e, vainqueure d'une étape

## Résultats sur les championnats

### Jeux olympiques
2 participations.
- Los Angeles 1984
  - 11e de la course en ligne[1].
- Séoul 1988
  - 28e de la course en ligne[2].

## Palmarès sur piste

### Championnats nationaux
- 1983
  - 3e de la poursuite
- 1984
  - 2e de la poursuite
- 1986
  - 2e de la poursuite
- 1988
  - 3e de la poursuite
- 1991
  - 2e de la course aux points
  - 3e de la poursuite

## Palmarès enduathlon
- 1993
  - Médaille d'argent au championnat de France
- 1995
  -  Championne de France